# Colors (Black Pumas)
"Colors" is een nummer van de Amerikaanse band Black Pumas. Het nummer verscheen op hun debuutalbum Black Pumas uit 2019. Op 16 april van dat jaar werd het uitgebracht als de tweede single van het album.

## Achtergrond
"Colors" is geschreven door zanger Eric Burton en geproduceerd door gitarist Adrian Quesada. De inspiratie voor het nummer werd gevormd door de "veelkleurige tonen van de lucht", en het bevat thema's als "sterfelijkheid en saamhorigheid". In een interview vertelde Burton: "Dit is een nummer dat ik had geschreven toen ik net gitaar leerde spelen. Ik werd wakker na een dutje op het dak van het huis van mijn oom in Alamogordo, New Mexico, en ik speelde gewoon een aantal noten die goed klonken achter elkaar. [...] Toen ik dit nummer schreef, leidde ik de erediensten in een kerk, en ik probeerde uit te vogelen hoe ik een nummer moest schrijven dat het lot verklaart van een spiritueel persoon die zijn waarheid probeert te vinden. Dat is ook waarom er in het refrein gospelzangers in de achtergrond te horen zijn. Door hen krijgt het nummer het opbeurende, kerkachtige geluid."
"Colors" werd een nummer 1-hit in de Amerikaanse Adult Alternative Airplay-lijst. De enige nationale hitlijst die bereikt werd, was de Vlaamse "Bubbling Under"-lijst; het kwam weliswaar niet in de Ultratop 50 terecht, maar piekte wel op plaats 46 in de tiplijst. Het nummer werd in 2021 genomineerd voor twee Grammy Awards in de categorieën Record of the Year en Best American Roots Performance.

## NPO Radio 2 Top 2000
| Nummer met noteringen in de NPO Radio 2 Top 2000 | '21  | '22  | '23  | '24 |
| ------------------------------------------------ | ---- | ---- | ---- | --- |
| Colors                                           | 1497 | 1017 | 1005 | 767 |

1. ↑  Een vetgedrukt getal geeft de hoogste notering aan.
2. ↑  2021 was het eerste jaar met een notering voor dit nummer.